# Мартин Турский

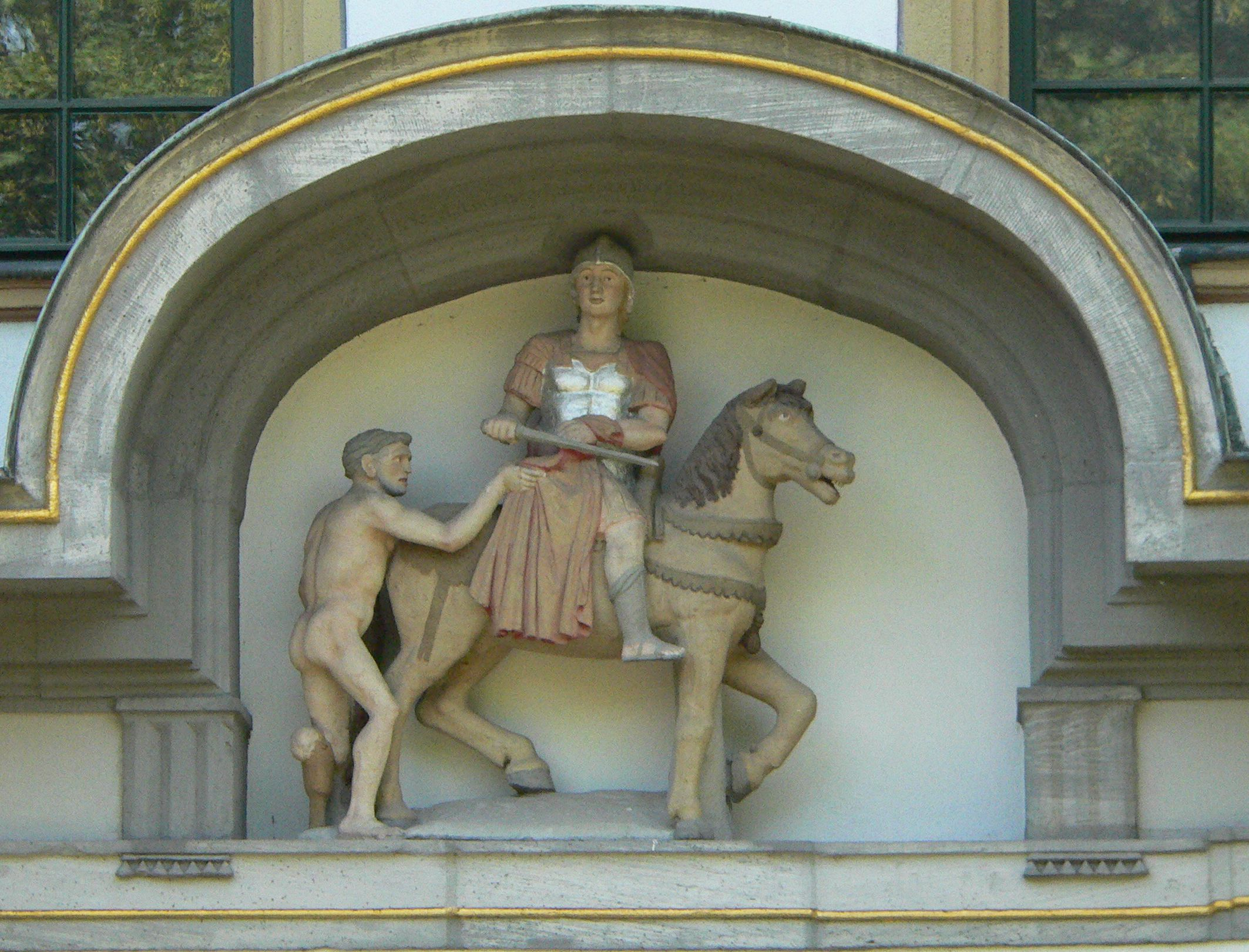
Статуя в Хёхстском замке, изображающая св. Мартина отдающим свой плащ нищему

Мартин Турский (Мартин Милостивый; лат. Martinus Turonensis; 316, Савария, Паннония, Римская империя — 8 ноября 397, Кандия, Лугдунская Галлия, Западная Римская империя) — епископ Тура, один из самых почитаемых во Франции святых.
День святого Мартина отмечают 11 ноября (католики, лютеране и некоторые православные церкви) и 12 (25) октября (православные).

## Житие
Святитель Мартин родился в начале IV века в Паннонии (на территории современной Венгрии). С ранней юности, почти с детства он мечтал о монашестве, имея перед собой героический пример для подражания в лице преподобного Антония Великого. Однако Мартин рос в нехристианской семье, и отец настоял на его военной карьере. Именно тогда святой и попал в Галлию, где нёс службу офицера. Ещё будучи военачальником, однажды зимой он разорвал свой плащ и отдал его половину совершенно раздетому человеку. Благочестивая традиция отождествляет этого нищего с Христом.
Он отказался выполнять обязанность сражаться в военное время с врагами, так как христианин мечом сражается только с преступниками, а к противнику выходит с крестом и предпочтёт сам быть убитым, нежели убить.
Когда представилась возможность оставить армию, Мартин удалился в пустынь Лигуже (Ligugé), что вблизи Пуатье, где вскоре вокруг него возник небольшой монастырь, ставший, по слову автора жития, рассадником монашеского делания в Галлии (монастырь существует поныне). Мартин распространял на Западе традиции восточного, египетского монашества, во всём следуя преподобному Антонию.
Вскоре обманом (для того чтобы помолиться об одной больной) святой был вызван в город Тур и провозглашён епископом. Сам он до этого избегал рукоположения даже в диаконы, предпочитая более скромную должность заклинателя — чтеца особых молитв над бесноватыми. Мартину были присущи редкостная доброта и заботливость. В сочетании с мужественным и величавым обликом бывшего военного это особенно располагало к нему людей. Мартин постоянно заботился о больных, нищих, голодных, получив за это прозвание Милостивого. Вместе с тем святой не оставил мечты о монашестве.
Заняв святительскую кафедру в Туре, Мартин почти одновременно основал обитель в Мармутье (Marmoutier), где были установлены обычные для восточного монашества правила: общность имущества, безусловное послушание, стремление к безмолвию, единократное вкушение пищи в течение дня, грубая и простая одежда. Особое внимание в своём монастыре, где он сам часто уединялся для молитвы, святитель Мартин уделял молитвенному подвигу и изучению Священного Писания. Из Мармутье вышло немало епископов, потрудившихся в деле распространения христианского просвещения среди кельтов-язычников. О размахе деятельности святого Мартина говорит то, что на его похороны в 397 году собралось около 2 тысяч монахов (в то время как в самом Мармутье число братии не превышало 80 человек).

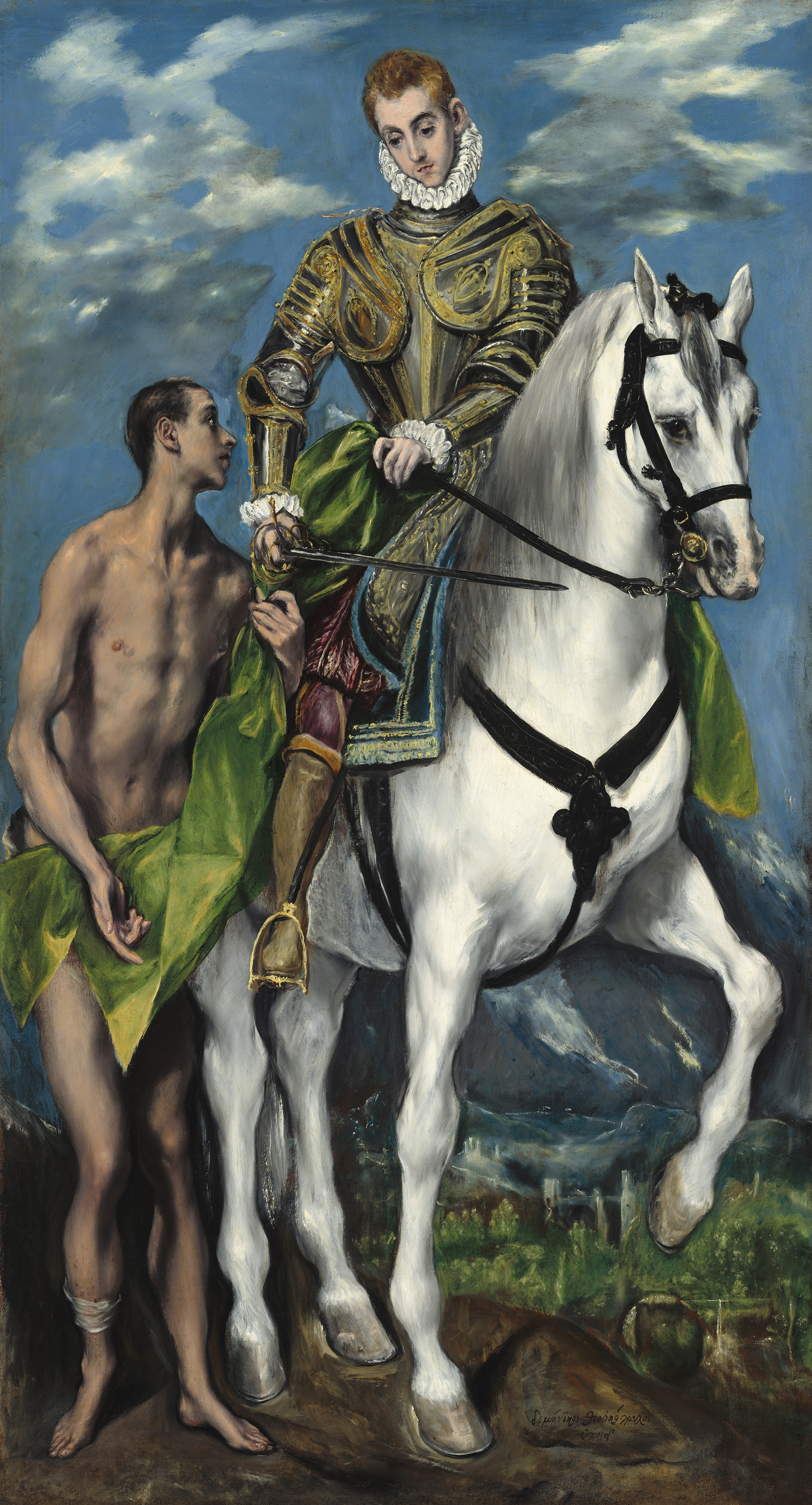
«Святой Мартин делится плащом с нищим», картина Эль Греко

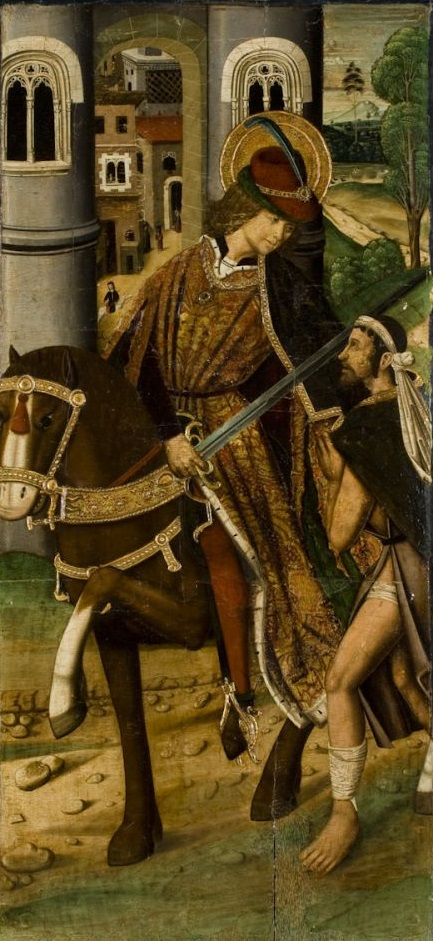
Мигель Хименес. «Святой Мартин делит плащ с нищим». Сарагоса, 1498

Святитель Мартин почил о Господе во время молитвы в Канде (Candes), в храме, расположенном по-над местом слияния рек Вьенны (Vienne) и Луары (Loire). Местные жители хотели похоронить его у себя, однако жители Тура похитили тело, выставив окно храма, и отправились с ним восвояси вверх по течению на лодках. По местному преданию, несмотря на осеннюю пору, по пути их следования расцветали цветы и пели птицы. Мощи св. Мартина с V века и поныне покоятся в Базилике св. Мартина в Туре.

## Покровительство
Святой Мартин Турский считается одним из пяти католических покровителей Франции:
- Святой Ремигий Реймский
- Святой Мартин Турский
- Святой Дионисий Парижский
- Святая Жанна д’Арк
- Святая Тереза из Лизье

## Музыкальное искусство
Церковь Святого Мартина «что в полях» — знаменитая приходская церковь Лондона
имеет собственный оркестр — Академия Святого Мартина в полях.

## В поп-культуре
- Образ святого Мартина имеет большое значение в фильме Пола Верховена «Плоть и кровь», действие которого происходит в Средневековье.